# Rhodospatha wendlandii
Rhodospatha wendlandii är en kallaväxtart som beskrevs av Heinrich Wilhelm Schott. Rhodospatha wendlandii ingår i släktet Rhodospatha och familjen kallaväxter. Inga underarter finns listade.